# Jon Barry
Pour les articles homonymes, voir John Barry et Barry.
Jon Barry, né le 25 juillet 1969 à Oakland en Californie, est un ancien joueur américain de basket-ball qui évoluait en NBA.
Il est le fils de Rick Barry qui a été élu dans les 50 meilleurs joueurs de tous les temps. Il a trois frères dont Brent qui a également joué en NBA.

## Carrière NBA
- De 1992 à 1995 : Bucks de Milwaukee
- De 1995 à 1996 : Warriors de Golden State
- De 1996 à 1997 : Hawks d'Atlanta
- De 1997 à 1998 : Lakers de Los Angeles
- De 1998 à 2001 : Kings de Sacramento
- De 2001 à 2003 : Pistons de Détroit
- De 2003 à 2004 : Nuggets de Denver
- De 2004 à 2005 : Hawks d'Atlanta
- De 2004 à 2006 : Rockets de Houston